# Franco Beval
Franco Beval, właśc. Tadeusz Franciszek Bawół (ur. 1904 w Siemianowicach Śląskich, zm. 20 października 1962 w Kopenhadze) – polski śpiewak (tenor).

## Życiorys
Odkryła go Janina Korolewicz-Waydowa podczas przesłuchania zorganizowanego na prośbę Katowickiego Towarzystwa Muzycznego, które chciało poznać jej opinię o głosie młodego zecera. Przesłuchanie wypadło bardzo dobrze i Bawół został skierowany na intensywną naukę śpiewu. Niewiele ponad pół roku później, 3 lutego 1935 debiutował na scenie Teatru Wielkiego w Warszawie jako Jontek w Halce Moniuszki.
W 1937 jako stypendysta wyjechał do Mediolanu na dalszą naukę i już 9 stycznia 1940 debiutował w La Scali jako Andrea Chénier w operze Umberto Giordano. Sukces zaowocował wieloma propozycjami z włoskich teatrów: z Rzymu, Bari, Triestu.
W kwietniu 1940 wrócił do La Scali; później śpiewał również na innych europejskich scenach operowych, włącznie z  londyńską Covent Garden.
Uwagę artystycznego świata zwrócił fenomenalnym bohaterskim tenorem, w Polsce był zupełnie nieznany.